# Erzbischöfliches Sankt-Joseph-Gymnasium Rheinbach
Das Erzbischöfliche St.-Joseph-Gymnasium (SJG) (Eigenschreibweise: St. Joseph-Gymnasium Rheinbach) ist eine staatlich genehmigte Ersatzschule in Trägerschaft des Erzbistums Köln und eins von zwei Gymnasien in Rheinbach bei Bonn. Bis 2012 wurde es als Gymnasium für Mädchen geführt, verfolgte dann  bis zur Klasse 9 einen bi-edukativen Ansatz in nach Geschlechtern getrennten Parallelklassen und ist seit dem Schuljahr 2023/24 in den Eingangsklassen koedukativ.

## Schulcharakteristik
Das SJG ist eine katholische Schule, die auch evangelische und konfessionslose Schüler aufnimmt. 75 % der Schüler sind derzeit römisch-katholisch. Die Teilnahme am katholischen oder evangelischen Religionsunterricht ist verpflichtend.
Das Gymnasium wird aktuell von ca. 950 Mädchen und Jungen besucht, davon sind etwa 250 in der Sekundarstufe II (bei derzeit nur zwei Oberstufen-Jahrgängen wegen der Umstellung von G8 auf G9). Die Jahrgangsstufen in der Unter- und Mittelstufe werden drei- bis fünfzügig geführt.
Seit dem Schuljahr 2012/2013 hat die Schule in Nachfolge des Vinzenz-Pallotti-Kollegs und gemäß dem Konzept der Bi-Edukation in Klasse 5 auch Jungen in reinen Jungenklassen aufgenommen. Nach der Schließung des Vinzenz-Pallotti-Kollegs im Juli 2016 nahm das Sankt-Joseph-Gymnasium dessen Schüler auf. Seit dem Schuljahr 2023/2024 werden Jungen und Mädchen (beginnend mit den aktuellen Klassen 5) koedukativ unterrichtet.
Schwerpunkt ist der Aufbau einer umfassenden Sprachkompetenz im Deutschen und in den modernen Fremdsprachen (Englisch ab Klasse 5, Französisch ab Klasse 6 und Spanisch ab Klasse 10) sowie die Pflege der Alten Sprachen (Latein ab Klasse 8 mit der Möglichkeit, das Latinum zu erwerben). Der Erwerb weiterer Sprachzertifikate (für Französisch: DELF, für Englisch: CAE) wird durch Zusatzangebote ermöglicht.

### Geschichte
1911 gründeten die Schwestern Unserer Lieben Frau aus Grefrath-Mülhausen (Kreis Viersen) auf Veranlassung von Bürgermeister Carl Commeßmann in Rheinbach eine Haushaltungsschule und Höhere Mädchenschule mit Internat im Haus Am Voigtstor 15 (heute 19), das „Pensionat St. Joseph“. 1912 erfolgt die Übersiedlung in das neu erbaute, heute noch als „Altbau“ bestehende Schulhaus am Stadtpark auf dem von der Stadt Rheinbach hierfür geschenkten Grundstück. Die Schule wird als 10-klassiges Lyzeum und Frauenschule geführt und schließt eine 3-klassige Grundschule ein. Ab 1918 ist die Schule ein Vollgymnasium, 1924 legen die ersten Schülerinnen das Abitur ab. Der Besuch der Frauenschule schloss mit der Prüfung für Hauswirtschaftslehrerinnen ab, in den 1930er-Jahren kam die Frauenoberschule mit beschränkter Hochschulreife-Prüfung dazu.
In der Zeit des Nationalsozialismus hat die Schule mit zunehmenden Schwierigkeiten zu kämpfen. 1941 müssen die Schwestern das Gebäude zugunsten einer staatlichen Lehrerinnen-Bildungs-Anstalt räumen. Der Unterricht wird bis zur totalen Schließung am 27. Juni 1942 provisorisch in angemieteten Häusern weitergeführt. Nach Kriegsende beginnen die Schwestern – trotz gravierender Bombenschäden – mit großem Einsatz bereits im Herbst 1945 wieder mit dem Schulbetrieb. In Sonderlehrgängen werden bereits 1947 und 1948 jeweils 20 Schülerinnen zum Abitur geführt.
1964 wird die „Gartenschule“ mit drei Klassenräumen errichtet und der Anbau des neuen Traktes begonnen. Inzwischen sind die weitaus meisten Schülerinnen Externe. Die Zahl der unterrichtenden Ordensfrauen geht in den 1990er-Jahren auf drei und zuletzt auf eine zurück. Zum 1. August 1999 geht die Trägerschaft der Schule von den „Schwestern Unserer Lieben Frau“ auf das Erzbistum Köln über.

## Schüleraustausch
Das SJG unterhält Austauschprogramme mit drei ausländischen Schulen in den Partnerstädten von Rheinbach: Ein Amerika-Austausch wird mit einer Schule im amerikanischen Rhinebeck durchgeführt, an dem die Schüler des SJG, des Vinzenz-Pallotti-Kollegs, der Gemeinschaftshauptschule und des Städtischen Gymnasiums Rheinbach teilnehmen. Zusätzlich bestehen Kontakte nach York/England und Rueil-Malmaison/Frankreich.

## Soziales Engagement
Die Schule besitzt einen EPA (Entwicklungshilfe-Projekt-Ausschuss), der seit Jahren Verbindungen in die Dritte Welt unterhält, u. a. zur früheren Schulleiterin Schwester Bernarde und deren Schulprojekt der „Schwestern Unserer lieben Frau“ in Buseesa, Uganda. Der EPA organisiert regelmäßig Spendenaktionen: Beim Spendenmarsch im Juni 2006 wurden mehr als 15.000 Euro für arme Kinder in Uganda und beim Spendenmarsch 2006 mehr als 20.000 Euro für Aidskranke in Kenia gesammelt.
Wer sich aktiv am Schulalltag beteiligt und die Interessen der anderen Schüler vertreten möchte, kann Mitglied der SV (Schülervertretung) werden. Ab Klasse 8 können Schülerinnen für den Schülersanitätsdienst ausgebildet werden, der während des Unterrichts, in den Pausen und bei Schulveranstaltungen zur Verfügung steht. Im Normalfall sind pro Tag fünf Sanitäterinnen im Dienst.

## Weitere Angebote
Im SJG gibt es Chöre, ein Orchester und ein junges Orchester und eine Bigband. Außerdem besteht die Möglichkeit, ein Streichinstrument zu lernen.
Insgesamt bietet das SJG diverse Arbeitsgemeinschaften an, 
Auf dem Schulhof befindet sich ein Schulkiosk, der in den großen Pausen geöffnet ist.